# Trigoniulus hemityphlus
Trigoniulus hemityphlus är en mångfotingart som beskrevs av Karl Wilhelm Verhoeff 1924. Trigoniulus hemityphlus ingår i släktet Trigoniulus och familjen Trigoniulidae. Inga underarter finns listade i Catalogue of Life.